# Зачарана гостионица
Зачарана гостионица (фр. L'auberge ensorcelée) француски је црно-бели неми натприродни хорор филм из 1897. године, редитеља Жоржа Мелијеса, који уједно тумачи и главну улогу. Радња прати путника у малој хотелској соби, у којој се одигравају натприродне појаве.
Филм је наведен под редним бројевима 122—123. у каталогу Мелијесове издавачке куће Star Film Company, а постоје копије које су и до данас сачуване. Идеју о радњи у којој лик безуспешно покушава да заспи у гостинској соби Мелијес је већ приказао у филму Ужасна ноћ (1897).

## Радња
Путник стиже у малу хотелску собу и припрема се за спавање. Међутим, ствари у соби почну да се померају и нестају. Прво столица, затим ствари које је скинуо, а на крају и кревет. Он на крају одустаје и напушта собу.